# Syndykalistyczna Organizacja „Wolność”
Syndykalistyczna Organizacja „Wolność" (SOW-a) – polska organizacja podziemna założona w 1940 w Warszawie. Organizację utworzono na bazie anarchosyndykalistycznego skrzydła przedwojennego Związku Związków Zawodowych (ZZZ) oraz części Związku Polskiej Młodzieży Demokratycznej (ZPMD). W 1941 z SOW nawiązał kontakt Polski Związek Walki o Wolność Narodów (założony w grudniu 1939 w Kielcach).

## Historia
Przewodniczącym Komitetu Centralnego SOW-y był Wiesław Protschke. Kierownictwo organizacji stanowili: Zofia Hajkowicz-Brodzikowska, Wiesław Protschke i Jerzy Leszczyński. Pierwszym zewnętrznym przejawem ich działalności było opublikowanie jesienią 1940 pisma „Polska dla Ludu”. Członkowie SOW-y walczyli w oddziale partyzanckim PZWWN w rejonie Kielc, który w latach 1943–1944 został scalony z Armią Krajową.
SOW była organizacją liczącą prawdopodobnie kilkuset zaprzysiężonych członków w Warszawie, Kielcach, Niewachlowie, Jędrzejowie, Skarżysku, Częstochowie i Krakowie. Należeli do niej głównie robotnicy fabryczni i inteligenci. Kierownictwo stanowił Komitet Centralny tworzony przez Zofię Hajkowicz-Brodzikowską, Wiesława Protschke, Jerzego Leszczyńskiego, Zygmunta Dymka i Kazimierza Zielińskiego. Dysponowano własną drukarnią, wydawano w Warszawie dwutygodnik „Walka Ludu” z poradnikiem wojskowym „Towarzysz Pancerny” i broszury programowe, a w Kielcach „Rewolucyjną Agencję Prasową”. Publicystyka organizacji była jednoznacznie antypaństwowa. Zarządzanie uspołecznionymi przedsiębiorstwami miało przejść w ręce rad zakładowych, a w miejsce państwowej administracji proponowano federację wolnych gmin. Władza byłaby sprawowana przez zebrania mieszkańców i delegatów z wiążącymi mandatami. Uspołeczniony miał być przemysł, handel, surowce, ziemia, banki i domy czynszowe. Armię miały zastąpić milicje ludowe. O policji pisano w następujący sposób: „Nie widzimy żadnej różnicy między aparatami policyjnymi pod wszystkimi szerokościami i długościami geograficznymi. Gdzie jest aparat policyjny, tam jest przywilej i ucisk, a z drugiej strony nędza i krzywda”.
Działalność bojowa przybrała największe rozmiary w Kielcach, gdzie dowodzony przez Stanisława Janysta oddział partyzancki SOW przeprowadzał napady na pociągi i posterunki żandarmerii. W maju 1943 anarchosyndykalistyczne oddziały wojskowe podporządkowały się Armii Krajowej (AK), co uzasadniono potrzebą jedności w walce z nazizmem. Poprawnie układała się współpraca SOW z ZSP. Kiedy 5 lutego 1944 policja niemiecka po kilkugodzinnym oblężeniu zlikwidowała drukarnię SOW w Warszawie, ZSP oddała do dyspozycji anarchosyndykalistów jedną z własnych drukarni. 

### Powstanie Warszawskie
Członkowie SOW i Związku Syndykalistów Polskich (ZSP) walczyli w dwóch dzielnicach miasta. Na Starówce już 1 sierpnia 1944 została sformowana Samodzielna 104 Kompania Syndykalistów ZSP/AK, licząca 280 żołnierzy. Byli jedynym oddziałem w dzielnicy, który posiadał własną wytwórnię broni, szpital, piekarnię, własny transport żywności i leków. Kuchnia kompanii wydawała darmowe posiłki dla ludności cywilnej. Kontynuowano też druk „Iskry” i „Sprawy”. Na hełmach i czapkach noszono czarno-czerwone wstążki, co prowokowało bezustanne zatargi z żandarmerią AK, nie uznającej stosowania przez oddziały powstańcze różnych symboli politycznych. Kompania syndykalistów broniła kilku barykad, a jej żołnierzy wysyłano na najbardziej zagrożone punkty oporu. Po 32 dniach walki przy życiu pozostało zaledwie 70-80 członków kompanii. 2 września byli ostatnim oddziałem, który kanałami wycofał się z dzielnicy.
Pod koniec sierpnia utworzono w dzielnicy Śródmieście Brygadę Syndykalistyczną, do której wstąpili członkowie SOW, ZSP i uratowani z getta członkowie Anarchistycznej Federacji Polski (AFP), wcześniej walczący w oddziałach AK i Polskiej Armii Ludowej (PAL). Czarno-czerwoną flagę uznano za oficjalną barwę oddziału. 2 września dołączyły do nich niedobitki Kompanii Syndykalistów ZSP i grupa węgierskich Żydów. Stan osobowy brygady wzrósł do 256 ludzi. Utworzono kolegialne kierownictwo w ramach Syndykalistycznego Porozumienia Powstańczego (SPP), w którym przewagę uzyskali anarchosyndykaliści (Tomasz Pilarski, Edward Wołonciej, Paweł Lew Marek). Wydawano gazetę „Syndykalista”, której redaktorem był Paweł Lew Marek, przedwojenny sekretarz krajowy AFP. Dowództwo AK powierzyło brygadzie jedną z barykad do obrony. W połowie września z inicjatywy SOW odbyła się konferencja z udziałem partii lewicowych oraz stalinowskiej Polskiej Partii Robotniczej (PPR). Anarchosyndykaliści próbowali przekonać pozostałych do swojej „Platformy ruchu zawodowego w Polsce” i zasad demokracji bezpośredniej. Bezskutecznie.
5 października 1944 powstanie skapitulowało, więc żołnierzy pochodzenia żydowskiego ukryto w dobrze zamaskowanym bunkrze, a pozostali udali się do niewoli. 18 stycznia 1945 ujawnili się przed wojskami sowieckimi, które zdobyły obóz w Pruszkowie, gdzie byli przetrzymywani. W grudniu 1945 kierownictwo cywilne ZSP wezwało swoich członków do ujawniania się przed organami władzy komunistycznej, co też większość z nich uczyniła, chociaż niektórzy przepłacili to wyrokami więzienia.

## Ideologia
SOW-a krytykowała tzw. polską odmianę syndykalizmu (ZSP) i opowiadała się za powstaniem Rzeczypospolitej Społecznej, oddolnej federacji samorządów pracowniczych i lokalnych, które miały zastąpić dotychczasowe funkcje państwa i zlikwidować całkowicie władzę polityczną. Jak jednak napisał Rafał Chwedoruk: „Programy były tylko trochę radykalniejsze od ZSP”. Ideologia SOW łączyła hasła wyzwolenia narodowego i społecznego. Punkt 10 deklaracji głosił: „Na równi z dążeniami do wyzwolenia społecznego stawiamy walkę o niepodległość narodową jako nieodzowny warunek sprawiedliwego i swobodnego życia ludów … Bez wyzwolenia społecznego klas pracujących nie ma prawdziwej wolności narodu, nie ma wolności ludu przy narodowej niewoli.” Pod względem politycznym punkt 8 zapowiadał: ["masy pracujące walczące o ustrój wolnościowy"] „Państwu jako organizacji wyrosłej z klasowego układu stosunków społecznych, odpowiadających interesom klas posiadających i wyrażającemu centralistyczną przemoc uprzywilejowanej mniejszości nad większością, przeciwstawiają ustrój zrzeszeń społecznych bezklasowego społeczeństwa, będący wyrazem dążeń wyzwoleńczych klas pracujących, realizujących ideę współdziałania i wzajemnej pomocy – Rzeczpospolitą Społeczną – Unię Wolnych Zrzeszeń”.